# Historia económica
La historia económica es la rama de la historiografía que estudia la economía del pasado, así como la rama de la economía que estudia los hechos y estructuras económicas del pasado.
No debe confundirse la historia económica con la historia del pensamiento económico disciplina que estudia la historia del pensamiento económico. La historia económica se preocupa por describir la evolución de los sistemas económicos que han servido a la especie humana para asegurar su supervivencia y multiplicar su población. Las situaciones pasadas y los datos recogidos sobre estas deben servir a la hora de elaborar hipótesis falsables.
Según las metodologías y enfoques particulares de cada escuela de historiadores económicos, su propósito es, bien comprender la persistencia de las estructuras de larga duración (concepto de Fernand Braudel), sus paulatinas transformaciones en las grandes transiciones históricas (transición del feudalismo al capitalismo), su comportamiento en el nivel de la coyuntura (crisis seculares como la crisis del siglo XIV o la crisis del siglo XVII; ciclos más cortos como la crisis de 1929 o la crisis de 1973); o, desde otro punto de vista, explicar cómo los cambios en la estructura social y los mercados han contribuido al desarrollo económico en el largo plazo. Una tendencia reciente dentro de la historia económica es la llamada cliometría (en referencia a Clío la musa de la historia) aplica las técnicas del análisis estadístico y econométrico a los datos y hechos históricos, siendo sus representantes principales Robert Fogel y Douglass North.
El objetivo es comprender cuáles han sido los grandes movimientos de la economía mundial que nos han traído a la situación actual, caracterizada por una esperanza de vida y unos niveles de consumo incomparablemente superiores a los de las civilizaciones anteriores, pero que sigue teniendo numerosos retos pendientes. Entre ellos, el más importante es extender los beneficios del progreso económico a los miles de millones de personas que todavía están fuera de él.

## Economía paleolítica
Debido a la falta de fuentes escritas del periodo pre-agrícola, no se pueden hacer idealizaciones sobre cómo vivieron los hombres de aquellas épocas. Sin embargo, sí se pueden hacer ciertas generalizaciones a partir de grupos aborígenes que han estudiado antropólogos e historiadores modernos.
"Es seguro que la gran mayoría de la gente vivía en pequeñas cuadrillas o bandas que sumaban en total varias decenas, o como mucho varios cientos de personas. Quizá en periodos de crisis se acercaban a bandas vecinas para cazar conjuntamente. El comercio se limitaba sobre todo a objetos de prestigio. No existen pruebas de que la gente comerciara con bienes básicos como frutos y carne. La población de sapiens estaba desperdigada sobre territorios inmensos. La mayoría de las culturas de cuadrillas vivían como nómadas, viajando de un lugar a otro en busca de comida. Por lo general se desplazaban por un mismo territorio conocido. A veces, las bandas salían de su territorio y exploraban nuevas tierras, ya fuera debido a desastres naturales, a conflictos violentos, a presiones demográficas o a la iniciativa de un jefe carismático. Estos desplazamientos eran el motor de la expansión humana por todo el mundo."
Debido a la dieta saludable y variada, la semana laboral relativamente corta y la rareza de las enfermedades infecciosas, el antropólogo estadounidense Marshall Sahlins ha definido las sociedades de cazadores-recolectores preagrícolas como «las sociedades opulentas originales». Sin embargo, los niveles de consumo per cápita eran muy inferiores a los actuales, la escolaridad era nula y la mortalidad materno infantil era elevada.

## La revolución neolítica

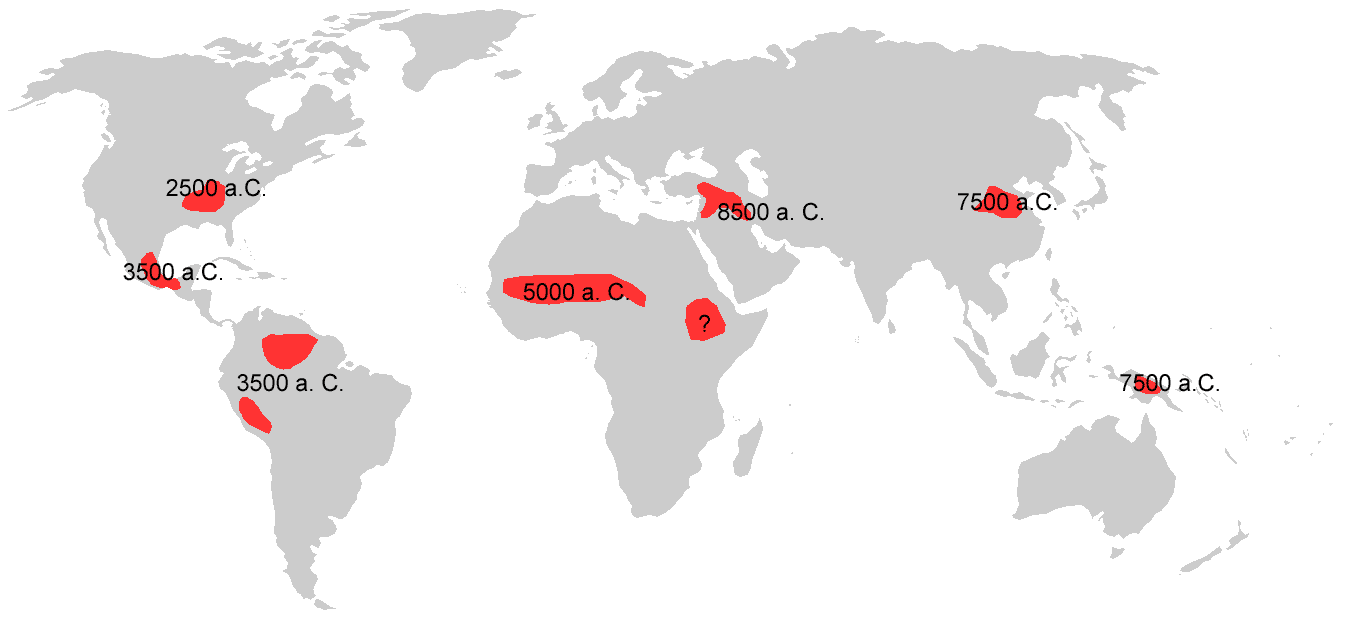
Inicios de la agricultura en diferentes regiones del planeta; sólo se consideran las áreas de desarrollo primario no las que domesticaron plantas por influjo de regiones que previamente habían desarrollado la agricultura.

La revolución neolítica, junto con la revolución industrial, ha sido el proceso histórico-económico que ha tenido un mayor impacto en la organización de las sociedades humanas y los modos de producción. Ambas revoluciones comportaron una explosión demográfica de las sociedades humanas.
La economía paleolítica se basaba muy ampliamente en modos de producción de alimentos no intensificables como son la caza, la recolección y la pesca. Por el contrario la economía neolítica comportó un desarrollo más amplio de la agricultura y la ganadería que eran modos de producción intensificables, es decir, si se dedicaban más horas de trabajo a esas actividades podía incrementarse la producción, frente a la caza y la recolección que eran muy poco intensificables, además de ser modos vulnerables a la sobreexplotación.
La agricultura intensiva apareció independientemente en diversas regiones del planeta. Parece que el único continente donde la agricultura fue un desarrollo importado, fue Europa donde la agricultura se extendió a partir de migraciones o expansiones de pueblos a partir de Próximo Oriente.
La intensificación de la agricultura permitió por primera vez la existencia de excedentes, lo cual permitió la existencia de asentamientos permanentes, la explosión demográfica, la especialización laboral y en consecuencia estratificación laboral. La diversidad de papeles sociales y la división del trabajo llevó a la aparición de la servidumbre, las guerras, la existencia de clases sociales, a su vez el aumento del número de personas que formaban una comunidad llevó a la necesidad de coordinar la acción social y en último término llevó a la aparición de ciudades-estado y de una clase administrativa (donde frecuentemente se desarrolló la escritura y otros desarrollos culturales más complejos). Si la civilización primitiva no sabía más que sobrevivir, la civilización agrícola-pastoril reveló pronto el gusto por las novedades.

## Economía antigua
La economía del mundo antiguo no era capitalista, era más bien esclavista. Destacan los imperios de Mesopotamia, Egipto, Persia, India, China, Grecia y Roma. La organización social asociada a su economía se caracterizó por:
- Un sistema jerárquico de clases sociales inmutables con poca o nula movilidad social, basado en unidades tradicionales como clanes familiares, castas u órdenes sociales.
- Un sistema agrario de bajo o nulo crecimiento económico porque no había inversión o ahorro. La riqueza no se convertía en capital, porque no se reinvertía sistemáticamente.
- Dimensión del mercado reducida, y limitada a la comercialización de excedentes y de productos de primera necesidad, fundamentalmente.
- En su última fase, la economía del mundo antiguo estaba ya monetarizada y el trueque fue desapareciendo paulatinamente.

El imperio romano se basó en un sistema mixto, compuesto por el modelo de imperio tributario típico y un modelo esclavista con mano de obra forzada.
En China y en India con algunas diferencias parece que existió un sistema similar aunque con desarrollos regionales peculiares. Es importante señalar que ya durante este período existieron rutas comerciales que unían occidente y oriente tanto a través de la ruta de la seda como por vía marítima a través del Mar rojo. Sin embargo, los productos comerciados a largas distancias se limitaban principalmente a productos suntuarios y evidentemente no perecederos.

## Economía medieval

### Europa
En Europa occidental, el sistema económico romano evolucionó a una sociedad básicamente agrícola, en el que la tierra se constituye la fuente primaria de riqueza y poder. Con el derrumbamiento del Imperio Romano, se implantó el sistema feudal, se produjo una gran decadencia de la seguridad de las actividades económicas. Los campesinos, principales generadores de riqueza, se mudaron al castillo más cercano para protegerse de las hordas de invasores y saqueadores. La traducción política de este hecho económico es el sistema denominado comúnmente como feudalismo, que presentó variaciones regionales, y que nunca llegó a ser uniforme en toda Europa. Este sistema tenía tasas de crecimiento cercanas a cero, y los salarios dependían ampliamente de la cantidad de mano de obra disponible. Cada señor feudal protegía a un número determinado de campesinos que trabajaban las tierras. A cambio de la protección, los campesinos les entregaban una cantidad anual de su cosecha al señor y a la iglesia. Durante esta época el comercio se reducía a algunas ferias anuales, donde se compraban y vendían artículos artesanales. Así la gran peste negra de mediados del siglo XIV que mató a un 30 % de la población europea, produjo un vertiginoso aumento de los salarios en las generaciones siguientes.
A finales de la época feudal comenzó a surgir una nueva forma de producción de riqueza, diferente a la agricultura, ganadería, pesca y conquista. Basada en la aportación de los artesanos, precursores de las fábricas.

### China

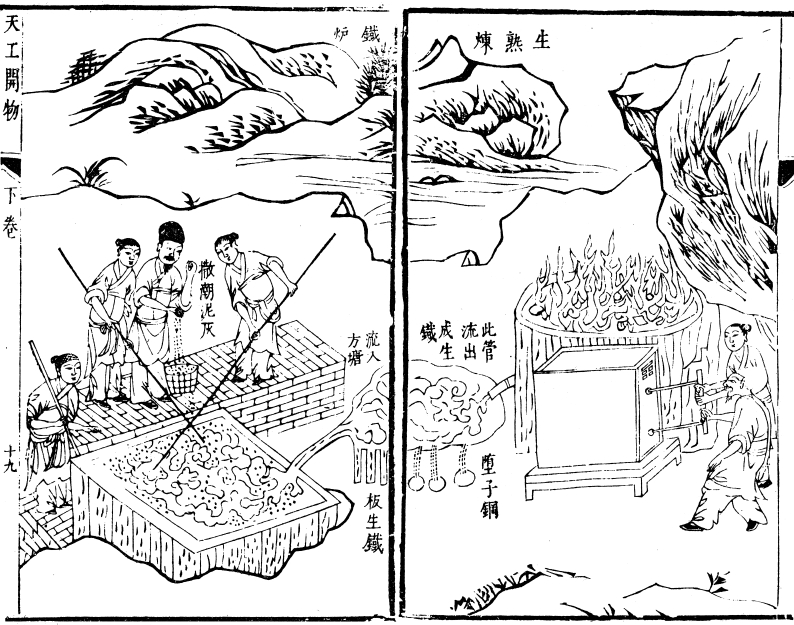
Ilustración china sobre el procedimiento de refinado del hierro, tomado de la enciclopedia Tiangong Kaiwu, 1637.

Durante la Edad Media, China fue en muchos aspectos tecnológicamente superior a Europa y tenía una economía más grande y que involucraba redes de intercambio mayores que las existentes en Europa. Durante la dinastía Song se generalizó el uso de papel moneda, eso contribuyó a la economía durante los inicios de la "revolución industrial china". El historiador Robert Hartwell estimó que la producción per cápita de hierro fundido en China se multiplicó por seis entre el 806 y el 1078. Numerosos inventos que tuvieron una importancia crucial durante la Edad Moderna en Europa tuvieron su origen en China: la pólvora, el papel moneda, el cañón, la brújula, la imprenta, etc. (ver Anexo:Inventos chinos), sin embargo quienes le dieron un mayor impulso a esos inventos fueron los imperios europeos. Adam Smith escribía en 1776: "Desde hace mucho tiempo China es el país más fértil, mejor cultivado, más laborioso y más poblado del mundo. Pero también se ha mantenido durante mucho tiempo en un estado estacionario."

## Economía moderna y contemporánea
Ciertos desarrollos económicos poco anteriores al descubrimiento de América y la introducción de ciertas innovaciones técnicas, algunas de ellas importadas desde China, marcaron el inicio de la expansión europea en América, que más tarde se generalizaría también a Oceanía, partes de Asia y África. Esa expansión eminentemente militar aunque también económica y cultural llevó a un predominio mundial de las potencias europeas y otras surgidas de la colonización europea (como Estados Unidos o Australia).

### Mercantilismo y orígenes del capitalismo
La economía europea de los siglos XVI, XVII y la primera mitad del XVIII, se practicó una política económica caracterizada por un gran intervencionismo. Se promovía un fuerte control de la moneda, se expandió la regulación estatal de la economía, la unificación del mercado interno, y se estimuló la producción propia, controlando los recursos naturales y los mercados. Se practicó ampliamente el proteccionismo, protegiendo la producción local de la competencia extranjera, se subsidió a empresas privadas y se impusieron grandes aranceles a los productos extranjeros. Además se procuró un incremento de la oferta monetaria -mediante la prohibición de exportar metales preciosos y la acuñación inflacionaria-, siempre con vistas a la multiplicación de los ingresos fiscales. Estas actuaciones tuvieron como finalidad última la formación de Estados-nación lo más fuertes posible. Si bien esta doctrina conocida como mercantilismo no es un conjunto de recomendaciones económicas enteramente coherente, la mayor parte de especialistas económicos de la época se adherían en mayor o menor medida a la mayoría de estas medidas. Estas políticas, se dieron en un contexto general de aumento de la población de la renta de las naciones europeas, en las que también intervinieron factores extraeconómicos. Durante este período tanto por el aumento de los metales en circulación procedentes de América como por las políticas inflacionistas tuvo lugar la revolución de los precios entre los siglos XV y XVI.
Sin embargo durante el siglo XVIII estas políticas fueron desechadas progresivamente, Adam Smith criticó ampliamente estas doctrinas en La riqueza de las naciones y en su lugar promovió ampliamente el liberalismo económico.

### Industrialización europea
El concepto de "revolución industrial" hace referencia al nacimiento y pronto desarrollo de la industria moderna en Inglaterra (después en el resto de Europa y del mundo) a partir del uso extensivo de maquinaria mecánica, la introducción de nuevas fuentes de energía (hidráulica, carbón, gas y petróleo) y la organización del sistema de producción fabril.
Esto permitió realizar tareas que hasta entonces se habían hecho de forma mucho más lenta y laboriosa con energía humana o animal, o que no se habían realizado en absoluto. La introducción de la máquina de vapor en la minería, la fabricación y el transporte dio resultados impresionantes. Los cambios no fueron sólo “industriales”, sino principalmente sociales.
¿Por qué ocurrió la revolución industrial en Inglaterra? es una pregunta que se hacen continuamente los historiadores. Las razones son diversas, pero destacan: el avance científico y las aplicaciones tecnológicas realizadas, una burguesía cada vez más pujante, la consolidación de un sistema legal que garantizaba los derechos de propiedad privada, los pensadores políticos propugnaban por mayor libertad económica y la ética protestante empujaba al enriquecimiento.

### Primera globalización (1870-1914)
Se produce la consolidación de los mercados nacionales en casi todo el globo y su interconexión creciente por efecto de la libertad de comercio. Desaparecen las aduanas interiores dentro de los estados en casi toda Europa y Asia. Aparecen los primeros bancos y casas aseguradoras internacionales y las primeras industrias integradas globales textil y siderometalúrgica. Tienen lugar las primeras migraciones masivas entre Europa y América despuntando un mercado de trabajo global. Surge la primera potencia no occidental, Japón, que enfrenta al imperio ruso con éxito ya en 1905. La primera globalización tiene en el telégrafo su catalizador y su símbolo cultural en el optimismo del progreso y el librecambio las exposiciones universales el concierto de las naciones y las novelas de Verne. Acaba con la Primera Guerra Mundial que si en buena medida es mundial afectando a las economías de todas las regiones incluida la neutral América del Sur es porque es la primera que se da en el marco de un mercado mundial mínimamente estructurado.

### La gran depresión y el período de entreguerras (1914-1945)
A diferencia de Europa, Estados Unidos salió de la guerra más fuerte que nunca. Sólo en términos económicos había pasado de ser deudor a acreedor y había obtenido posición de liderazgo a nivel mundial en nuevos mercados. Se vivieron los "felices años veinte" en una época de continuo crecimiento y cada vez mayor especulación. Durante el alza especulativa, muchas personas con ingresos modestos compraron acciones a crédito. En medio del furor, se creó una burbuja financiera que finalmente estalló el 24 de octubre de 1929 -el «jueves negro»-. Los americanos que habían invertido en Europa dejaron de hacerlo y vendieron su activo allí para repatriar los fondos. Así se difundió la crisis a Europa y otras partes del mundo. Algunos historiadores señalan que esa fue una de las razones por la que pudieron ascender los líderes fascistas -Hitler y Mussolini- al poder en Europa.

### La edad de oro capitalista y el comunismo (1945-1973)

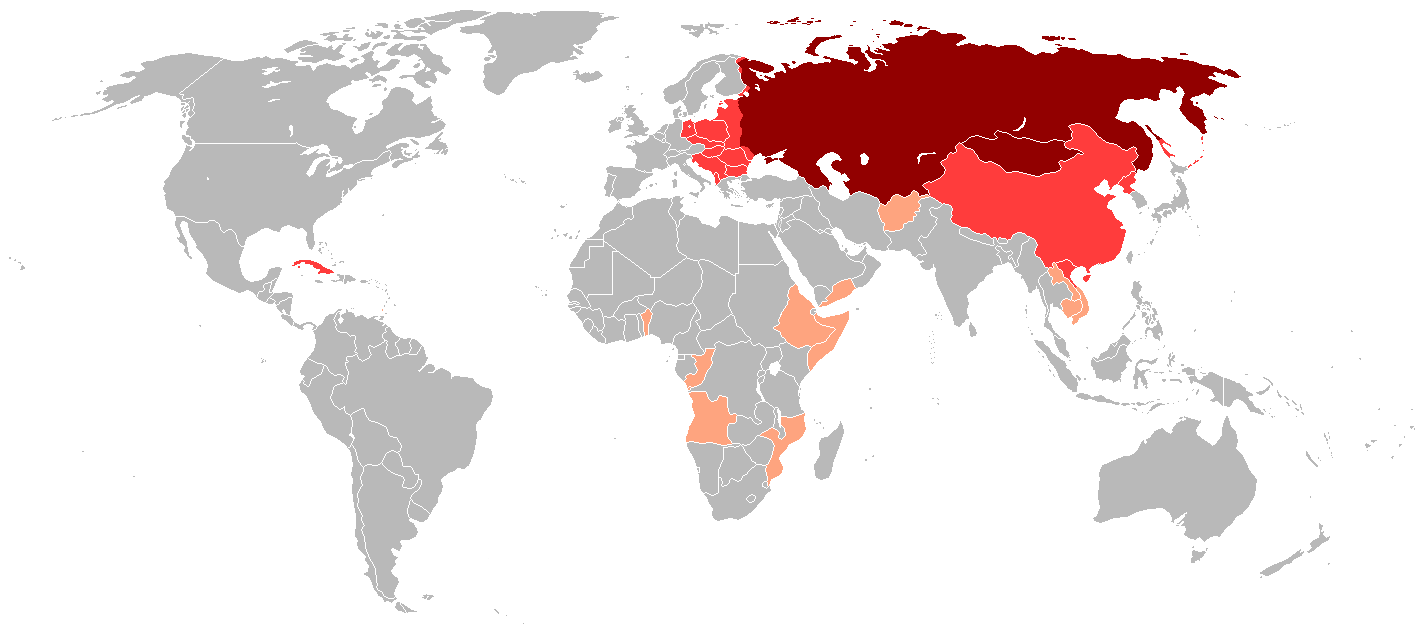
Estados con economías inspiradas por el "Socialismo real" durante el.

Poco antes del final de la Segunda Guerra Mundial, los acuerdos de Bretton Woods de 1944 supusieron un intento de establecer reglas para las relaciones comerciales y financieras entre los países más industrializados del mundo. Dentro de los acuerdos alcanzados se decidió la creación del Banco Mundial y del FMI y el uso del dólar como moneda internacional. Estas organizaciones se volvieron operativas en 1946. Estos acuerdos trataron de poner fin al proteccionismo del período 1914-1945, que se inició en 1914 con la Primera Guerra Mundial. Se consideraba que para llegar a la paz tenía que existir una política librecambista, donde se establecerían las relaciones con el exterior. Por diversos motivos el crecimiento económico en los países capitalistas bajo estas reglas e instituciones fue estable y sostenido en el período 1945-1973.
Por otra parte, en esa época los países donde se practicó la vía socialista experimentaron también tasas de crecimiento económicas. Otros países como Corea del Sur o Japón optaron por una tercera vía que podría denominarse un capitalismo de estado o economía con fuerte intervención estatal, con el objetivo de lograr una amplia y rápida industrialización de estos países.

### Segunda globalización y crisis económicas (1973-2010)
Desde 1973 a la actualidad la tasa de crecimiento a nivel mundial ha sido considerablemente menor que en el período 1945-1973. La crisis del petróleo de 1973 tuvo un impacto demoledor en los precios del petróleo, lo cual desembocó en una crisis económica importante en los países occidentales más dependientes del petróleo. A partir de finales de los años 70, en diversos países las políticas keynesianas fueron arrinconadas en gran medida por numerosos gobiernos, por motivos políticos o porque algunos economistas consideraban no daban respuestas adecuadas en la nueva situación económica. En gran parte el abandono de las políticas económicas desarrollistas, fueron acompañadas por un auge de política neoliberales tendentes a desregular la economía, disminuir el tamaño del sector público en la economía y privatizar numerosas industrias.
Durante este período el sector secundario o industrial disminuyó como porcentaje del PIB en muchos países, y a costa del sector terciario (sector servicios), y el desarrollo de las TIC empezó a tener un papel destacado en la economía de muchos países occidentales.
Sin embargo, este período fue mucho menos estable respecto al crecimiento y estuvo sometido a numerosas crisis económicas regionales como la Crisis de la deuda latinoamericana durante los años 1980, la crisis europea de los años 1990 (fue especialmente grave en Suecia y Finlandia), la crisis, la crisis financiera asiática de 1997 y otras crisis que aún más localizadas como las de Japón (1986-2003), México (1994), Rusia (1998) o Argentina (1999-2002). Todas ellas preludio de la gran crisis económica de 2008-2013.

## Otros subcampos
- Historia económica militar (o de guerra).[5]
- Historia de las tasas de Interés.[6][7]
- Historia económica de género.[8][9]
- Historia económica de la cultura.[10]
- Historia económica del conocimiento.[11]
- Historia económica de la gran divergencia.[12]
- Historia económica de las empresas.[13]
- Historia económica global.[14]
- Historia económica de la revolucion industrial.[15][16]
- Historia del dinero.[17]